# Scaris nessimiani
Scaris nessimiani är en insektsart som beskrevs av Luci B. N. Coelho 1993. Scaris nessimiani ingår i släktet Scaris och familjen dvärgstritar. Inga underarter finns listade i Catalogue of Life.